# Volker Jung (Politiker, 1968)

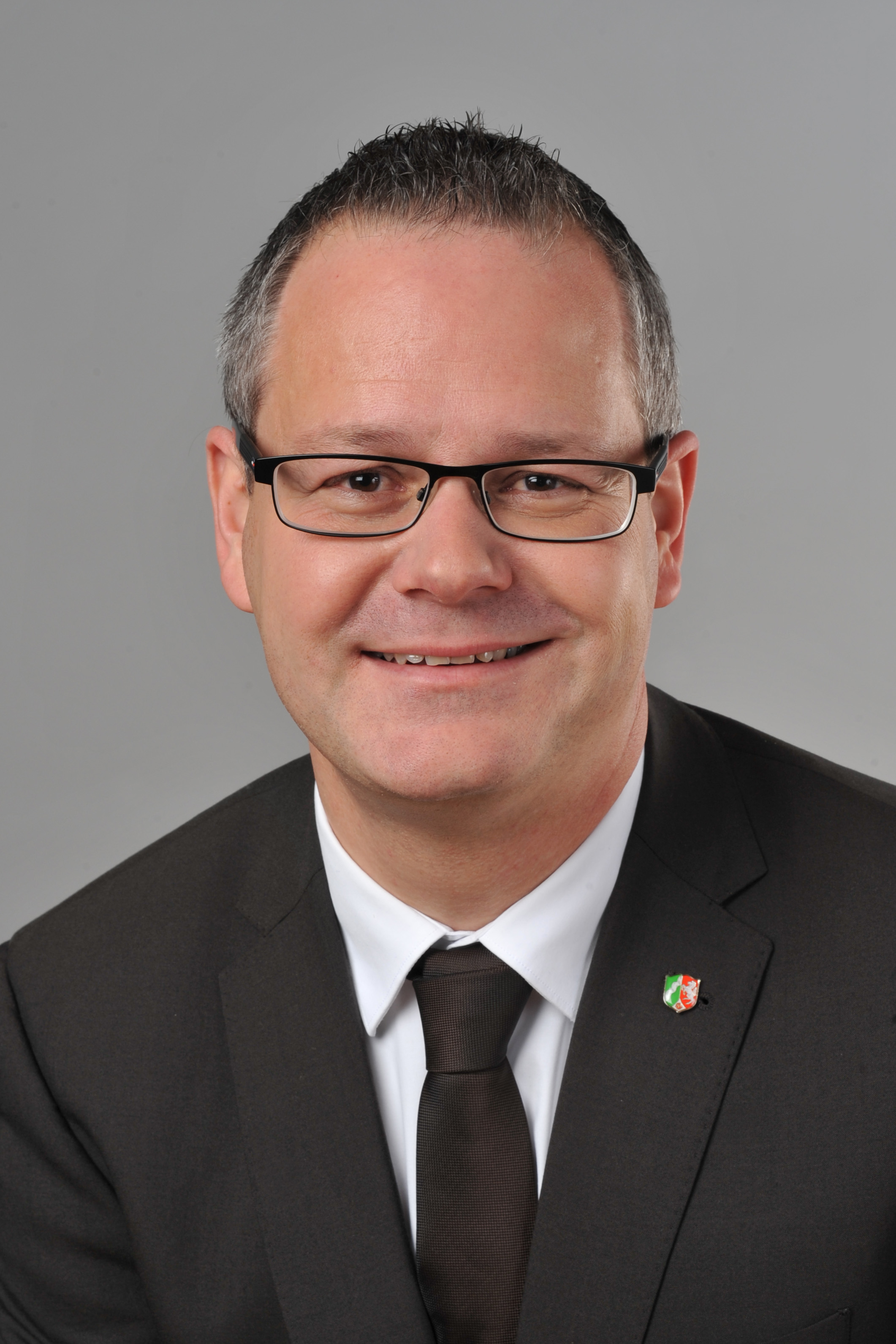
Volker Jung

Volker Jung (* 22. Oktober 1968 in Paderborn; † 7. April 2015) war ein deutscher Politiker der CDU und Mitglied des Landtages Nordrhein-Westfalen. Bei der Landtagswahl 2012 gewann er das Direktmandat im Landtagswahlkreis Paderborn I und erzielte mit 52,2 Prozent der Stimmen das landesweit beste Erststimmen-Ergebnis der CDU.

## Leben und Beruf
Nach dem Abitur 1988 absolvierte er ein Studium der Betriebswirtschaftslehre in Paderborn. Dies schloss er 1994 als Diplom-Kaufmann ab. Danach war Jung im Marketing bei verschiedenen Kreditinstituten tätig, seit 1997 als Marketingleiter verschiedener regionaler Kreditinstitute. Im Jahr 2010 wechselte er bis zu seinem Einzug in den Landtag zum Bonifatiuswerk und war als Stifterbetreuer tätig.
Jung war verheiratet und war Vater zweier Söhne. Er starb am 7. April 2015 im Alter von 46 Jahren.

## Sport
Bis zum Jahr 2005 war Jung für fünf Spielserien Schiedsrichter-Assistent in der 2. Fußball-Bundesliga. Er war Geschäftsführer des Stadtsportverbands Lichtenau.

## Politischer Werdegang
2005 übernahm Jung den Vorsitz der CDU-Ortsunion Herbram. 2007 wurde er stellvertretender Vorsitzender des CDU-Stadtverbandes Lichtenau. 2008 wurde er Vorsitzender. In den Rat der Stadt Lichtenau und zum Ortsvorsteher von Herbram wurde er 2009 gewählt. Seit 2010 war er Mitglied im geschäftsführenden CDU-Kreisvorstand Paderborn.
Bei der NRW-Landtagswahl 2012 trat Jung als Direktkandidat der CDU für den Wahlkreis Paderborn-Land an und errang das Direktmandat mit 52,2 Prozent der Erststimmen. Im Landtag war er ordentliches Mitglied im Haushalts- und Finanzausschuss sowie im Sportausschuss. Stellvertretendes Mitglied war er im Ausschuss für Klimaschutz, Umwelt, Naturschutz, Landwirtschaft und Verbraucherschutz sowie im Ausschuss für Wirtschaft, Energie, Industrie, Mittelstand und Handwerk. Ferner wurde er zu einem der Schriftführer im Landtag gewählt. Nach seinem Tod rückte für ihn Ulla Thönnissen nach.

## Positionen
Jung sprach sich mehrfach für die Beibehaltung des Teutoburger Walds und des Eggegebirges als Naturpark aus. Als Ortsvorsteher von Herbram rief er zu einer Demonstration gegen einen möglichen Nationalpark auf.
Eine Verschärfung des Nichtraucherschutzgesetzes, das ein ausnahmsloses Rauchverbot für Gaststätten, Schützenvereine und Privatfeiern in öffentlichen Räumen vorsieht, lehnte Jung ab.